# Judas and the Black Messiah
Judas and the Black Messiah ist eine Filmbiografie von Shaka King über William O’Neal, den Bürgerrechtsaktivisten Fred Hampton (gespielt von Daniel Kaluuya) und die Black Panther Party in den 1960er Jahren im Umfeld rassistischer Polizeigewalt.
Die Veröffentlichung durch Warner Bros. Pictures für August 2020 angekündigt, wurde das Filmdrama aufgrund der COVID-19-Pandemie auf das Jahr 2021 verschoben.
Beim Sundance Film Festival 2021 uraufgeführt, erfolgte am 12. Februar 2021 sowohl der Kinostart in den USA als auch die Aufnahme in das Programmangebot von HBO Max. In Deutschland kam der Film am 1. Juli 2021 in die Kinos. Im Rahmen der Oscarverleihung 2021 erhielt der Film in sechs Kategorien eine Nominierung, so als bester Film, für das beste Originaldrehbuch und sowohl Daniel Kaluuya als auch Lakeith Stanfield als beste Nebendarsteller.

## Handlung
Die Black Panthers organisieren sich in den späten 1960er, wie in den ganzen Staaten, auch in Illinois gegen die rassistische Polizeigewalt und Polizeimorde, Rassismus in der Gesellschaft und gegen soziale Missstände. Neben revolutionärer und militanter „bewaffneter Selbstverteidigung“ sind dabei soziale Projekte wie die Speisung armer Kinder und ein Krankenhaus zentrale Elemente.
William O’Neal (Bill) wird bei einem Autodiebstahl mit gefälschter FBI-Marke erwischt. Statt mehrerer Jahre Gefängnis schlägt ihm der FBI-Agent Roy Mitchell vor, als Spitzel für das FBI die Black Panthers in Illinois auszuforschen. Ziel ist dabei besonders der Vorsitzende der Regionalsektion Illinois der Black Panther Party, Fred Hampton.
O’Neal wächst eng mit Hampton zusammen, der daran arbeitet, Allianzen mit rivalisierenden Gruppen zu bilden und gleichzeitig die Öffentlichkeitsarbeit durch das BPP-Programm für kostenloses Frühstück für Kinder zu erweitern. Hamptons überzeugende Redekünste tragen schließlich dazu bei, die Rainbow Coalition aus Gruppen verschiedener ethnischer und sozialer Hintergründe zu bilden. Hampton verliebt sich auch in die BPP-Aktivistin Deborah Johnson. O’Neal übermittelt interne Informationen an Mitchell, der sich dafür finanziell erkenntlich zeigt. Nachdem Hampton verhaftet und inhaftiert wurde, weil er angeblich Eis im Wert von 71 US-Dollar gestohlen hat, beginnt O’Neal, in den Reihen aufzusteigen und wird zum Security Captain (Leiter des Sicherheitsdienstes) befördert. Als es aus dem Hauptquartier der BPP heraus zu einer Schießerei mit der Chicago Police kommt, schleicht sich O’Neal hinaus.
Empört darüber, dass er selbst hätte getötet werden können, versucht O’Neal als Informant aufzuhören, wird aber von Mitchell unter Druck gesetzt. Drei Monate später wird Hampton aus dem Gefängnis entlassen, da er Berufung gegen seine Anklage eingelegt hat. Er trifft sich mit Deborah, die jetzt von ihm schwanger ist. Ein BPP-Mitglied, Jimmy Palmer, der mit nicht lebensbedrohlichen Verletzungen ins Krankenhaus eingeliefert wurde, nachdem er von einem Polizisten angeschossen wurde, stirbt unerwartet bei der Verlegung in ein anderes Krankenhaus. In der Annahme, die Polizei habe Jimmy ermordet, liefert sich sein Genosse Jake Winters eine Schießerei mit der Polizei, bei der mehrere Beamte getötet werden, bevor er selbst erschossen wird.
Nachdem Hamptons Berufung abgelehnt wurde, ordnet FBI-Direktor J. Edgar Hoover an, dass Hampton „neutralisiert“ wird, statt ins Gefängnis zurückzukehren. Mitchell bringt O’Neal dazu, bei dem Plan zu helfen, indem er ihm droht, dass die BPP sich an ihm rächen wird, wenn sie herausfinden, dass er ein Spitzel ist. O’Neal willigt daraufhin widerstrebend ein, zu helfen. O’Neal wird später eine Ampulle mit Beruhigungsmitteln ausgehändigt, die er in Hamptons Getränk mischen soll. Am Vorabend seines Haftantritts versammeln sich BPP-Mitglieder in Hamptons Wohnung. Ein verbündeter Bandenführer bietet Hampton Geld an, damit er aus dem Land fliehen kann, aber er lehnt es ab und ordnet stattdessen an, mit dem Geld ein Krankenhaus zu gründen, das nach Jake benannt werden soll.
Im Laufe des Abends nimmt O’Neal Hamptons Drink an, welcher kurz darauf das Haus verlässt. Stunden später stürmen Beamte und Agenten die Wohnung und ermorden den schlafenden Hampton in einem Kugelhagel. Später trifft sich O’Neal mit Mitchell, der ihm Geld und ein Paar Schlüssel zu einer Tankstelle gibt, die er jetzt besitzt. O’Neal versucht erneut aufzuhören, nimmt aber widerstrebend das Geld und die Schlüssel an und steckt sie in seine Tasche.
Der Film endet mit Archivmaterial von Hamptons Reden, seinem Trauerzug und einem Interview, das O’Neal 1989 gab. Auf den Titelkarten steht, dass O’Neal weiterhin als Informant innerhalb der BPP arbeitete, bevor er durch Selbstmord (nach dem Interview 1989) starb. 1970 wurde eine Klage gegen das FBI eingereicht, die 12 Jahre später über 1,85 Millionen US-Dollar beigelegt wurde. Heute sind Fred Hampton Jr. und seine Mutter Vorsitzender und Vorstandsmitglied der Black Panther Party Cubs.

## Produktion
Im Februar 2019 wurde bekannt gegeben, dass Daniel Kaluuya und Lakeith Stanfield der Besetzung des Films beigetreten waren. Shaka King übernahm die Regie nach einer Originalgeschichte von Kenny und Keith Lucas und einem Drehbuch, das er zusammen mit Will Berson schrieb. Ryan Coogler wurde als Produzent des Films engagiert. Im September 2019 schlossen sich Jesse Plemons, Dominique Fishback und Ashton Sanders der Besetzung des Films an. Im Oktober 2019 trat Algee Smith der Besetzung des Films bei.
Die Dreharbeiten begannen am 21. Oktober 2019 in Cleveland, Ohio. Am 25. und 26. November 2019 fanden die Dreharbeiten im Ohio State Reformatory (einem historischen Gefängnis) in Mansfield, Ohio statt. Am 19. Dezember 2019 waren die Dreharbeiten beendet.
Im Januar 2020 begann die Postproduktion. Aufgrund der COVID-19-Pandemie wurden in New York Filmstudios geschlossen, was teilweise zu einer Nachbearbeitung des Films per Home Office führte.
Ursprünglich unter dem Namen Jesus Was My Homeboy angekündigt, wurde der Film später in Judas and the Black Messiah (Judas und der schwarze Messias) umbenannt. Anschließend wurde der Film zeitweilig ohne Titel geführt, ehe die Namensentscheidung gefällt wurde.

## Rezeption
Bei Rotten Tomatoes erhielt der Film eine Zustimmungsrate von 96 % basierend auf 231 Kritiken. Der Kritiker-Konsens der Website beschreibt den Film als „eine elektrisierende Dramatisierung historischer Ereignisse“, „eine gewaltsame Verurteilung der rassistischen Ungerechtigkeit und einen großen Triumph für seinen Regisseur und seine Stars.“ Auf Metacritic wurde dem Film in bislang 45 Kritiken eine durchschnittliche Punktzahl von 86 von 100 gegeben.
David Rooney von The Hollywood Reporter schrieb: „Durch sensationelle Auftritte von Daniel Kaluuya… und LaKeith Stanfield… ist dies ein hitziger Bericht über Unterdrückung und Revolution, Zwang und Verrat...“
Peter Debruge lobte ebenfalls Stanfields Leistung in der Variety und schrieb ferner: „Der kraftvolle Film stellt den aktuellen Moment in einen neuen historischen Kontext und legt nahe, dass Ambivalenz seine eigene Form des Verrats sein kann.“

## Auszeichnungen (Auswahl)
African-American Film Critics Association Awards 2021
- Auszeichnung als Bester Film
- Auszeichnung als Bester Nebendarsteller (Daniel Kaluuya)
- Auszeichnung als Beste Nebendarstellerin (Dominique Fishback)[24]

Artios Awards 2021
- Nominierung in der Kategorie Big Budget – Filmdrama[25]

Black Reel Awards 2021
- Auszeichnung als Bester Film
- Auszeichnung als Bester Nebendarsteller (Daniel Kaluuya)
- Auszeichnung als Beste Nebendarstellerin (Dominique Fishback)
- Nominierung für die Beste Regie (Shaka King)
- Nominierung für das Beste Drehbuch (Shaka King und Will Berson)
- Nominierung als Bester Hauptdarsteller (Lakeith Stanfield)
- Nominierung als Bestes Schauspielensemble
- Nominierung für das Beste Lied („Fight For You“ – H.E.R., D’Mile und Tiara Thomas)
- Nominierung für die Beste Kamera (Sean Bobbitt)
- Nominierung für das Beste Szenenbild (Sam Lisenco)
- Nominierung als Bester Nachwuchsregisseur (Shaka King)
- Nominierung für die Beste weibliche Breakthrough Performance (Dominique Fishback)[26][27]

British Academy Film Awards 2021
- Auszeichnung als Bester Nebendarsteller (Daniel Kaluuya)
- Nominierung als Beste Nebendarstellerin (Dominique Fishback)
- Nominierung für die Beste Kamera (Sean Bobbitt)
- Nominierung für das Beste Casting (Alexa L. Fogel)[28]

Critics’ Choice Movie Awards 2021
- Auszeichnung als Bester Nebendarsteller (Daniel Kaluuya)
- Nominierung als Bestes Schauspielensemble
- Nominierung für das Beste Lied („Fight For You“ – H.E.R., D’Mile und Tiara Thomas)[29]

Golden Globe Awards 2021
- Auszeichnung als Bester Nebendarsteller (Daniel Kaluuya)[30]
- Nominierung für den Besten Filmsong („Fight For You“ – H.E.R., D’Mile und Tiara Thomas)[31]

MTV Movie & TV Awards 2021
- Nominierung als Bester Film
- Nominierung für die Beste Schauspielleistung in einem Film (Daniel Kaluuya)[32]

National Board of Review Awards 2021
- Aufnahme in die Top 10[33]

Oscarverleihung 2021
- Auszeichnung als Bester Nebendarsteller (Daniel Kaluuya)
- Auszeichnung als Bester Song („Fight for You“, Musik: H.E.R. und D’Mile, Text: H.E.R. und Tiara Thomas)
- Nominierung als Bester Film (Shaka King, Charles D. King und Ryan Coogler)
- Nominierung für das Beste Originaldrehbuch (Will Berson, Shaka King, Kenny Lucas und Keith Lucas)
- Nominierung als Bester Nebendarsteller (Lakeith Stanfield)
- Nominierung für die Beste Kamera (Sean Bobbitt)

Palm Springs International Film Festival 2021
- Auszeichnung in mit dem „International Star Award, Actor“ (Daniel Kaluuya)[34]

Producers Guild of America Awards 2021
- Nominierung als Bester Kinofilm (Charles D. King, Ryan Coogler & Shaka King)[35]

Screen Actors Guild Awards 2021
- Auszeichnung als Bester Nebendarsteller (Daniel Kaluuya)

Toronto Film Critics Association Awards 2021
- Auszeichnung als Bester Nebendarsteller (Daniel Kaluuya)[36]

Writers Guild of America Awards 2021
- Nominierung für das Beste Originaldrehbuch (Will Berson, Shaka King, Kenny Lucas & Keith Lucas)[37]